# Петрен-Овертон, Луиза
Хедвига Луиза Беата Петрен-Овертон (швед. Hedvig Louise Beata Petrén-Overton, 28 августа 1880 — 14 января 1977) — шведский математик. Известна тем, что стала первой шведкой-доктором философии по математике.

## Биография
Луиза Петрен-Овертон (имя при рождении — Хедвига Луиза Беата Петрен) была дочерью Эдварда Петрена, пастора в Хальмстаде, и Шарлотты Йоранссон. Она была одной из двенадцати детей, девять из которых были мальчиками. Будучи самой младшей в семье (её сёстры были на 15 и 20 лет старше её), Луиза была освобождена от домашних обязанностей и могла сосредоточиться на своём образовании. Все её братья получили высшее образование и заняли высокое положение в обществе.
В 1889 г. по окончании школы Луиза Петрен стала студенткой Кафедральной школы Лунда. В 1910 г. она получила степень бакалавра, в 1912 г. защитила диссертацию под названием «Расширения метода Лапласа на уравнения» (фр. Extension de la méthode de Laplace aux équations), став тем самым первой женщиной Швеции с докторской степенью.
В том же 1912 г. Луиза Петрен вышла замуж за Эрнеста Овертона, первого профессора по фармакологии в Лунде. В этом браке родилось четверо детей, и третий сын, Максвелл, стал известен в Лунде как вечный студент — он стал географом и проводил собственные исследования, но докторскую степень так и не получил.
Луиза Петрен-Овертон так и не смогла устроиться на работу в Лундский университет — в те времена женщинам на таких должностях работать не дозволялось. Поэтому она стала давать частные уроки в школах для девочек, а с 1912 года работала в актуарном отделе компании по страхованию жизни.
Скончалась в 1977 г. Была похоронена на кладбище в Лунде.